# Bezpečnostní klasifikace

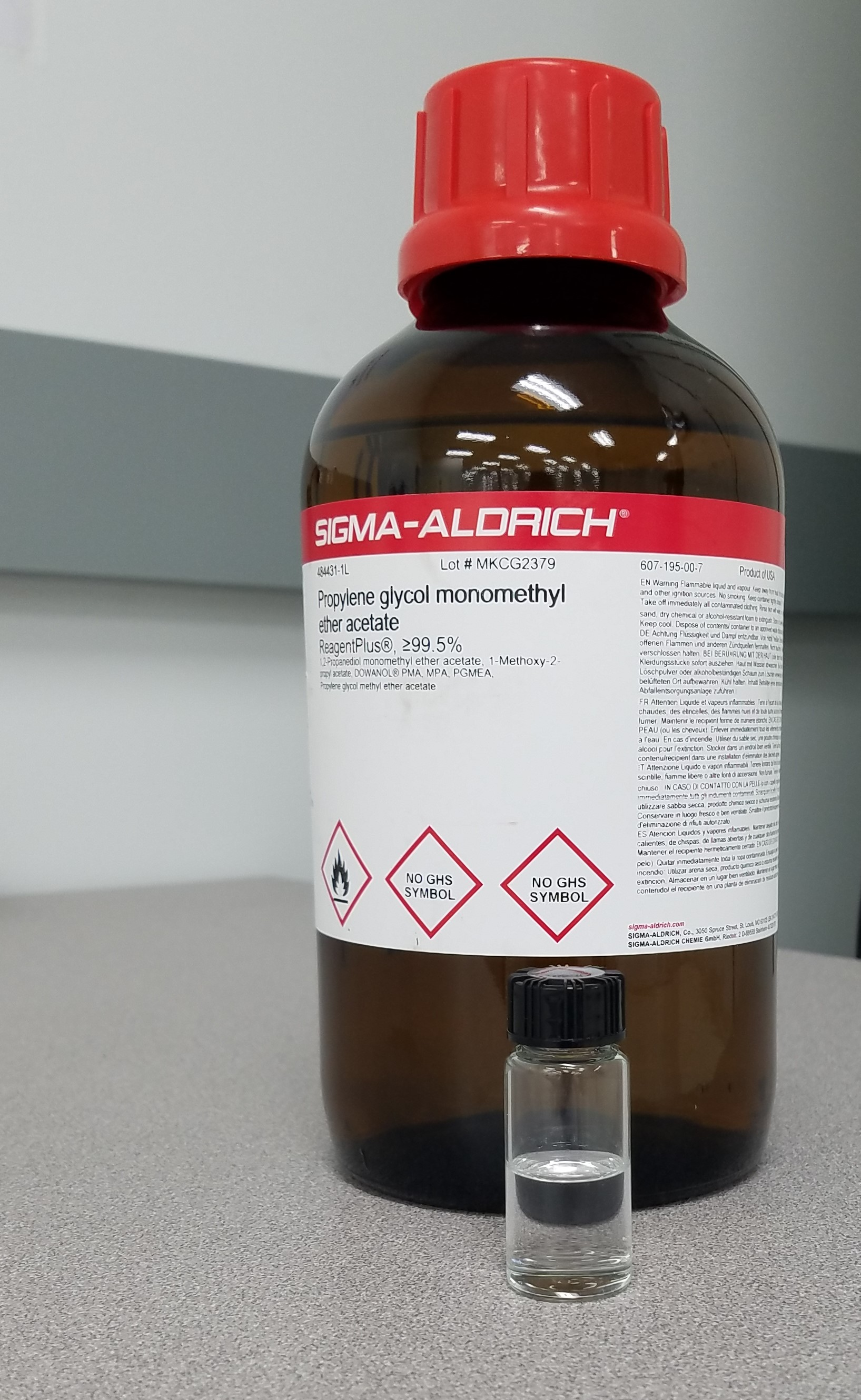
Štítek na lahvi s chemikálií obsahující informace o bezpečnostní klasifikaci (věty, symboly)

Bezpečnostní klasifikace je systém rozdělení chemických rizik. Každé riziko má definovaná kritéria pro své zatřídění podle Globálně harmonizovaného systému klasifikace a označování chemikálií (zkr. GHS) vytvořeného a přijatého OSN. Tato kritéria souvisí například s toxicitou a hořlavostí chemických látek.
Chemické látky, jejich směsi nebo přípravky obsahující tyto látky je možné podle bezpečnostní klasifikace roztřídit podle toho, s jakými riziky jsou spojeny. Existuje celá řada skupin, do kterých lze látky zařazovat. Tyto skupiny jsou rozlišovány podle oblasti a typu účinku a jsou označovány např. standardními větami, pokyny k zacházení, signálními slovy i výstražnými symboly.
Bezpečnostní klasifikaci chemických látek a směsí, označování jejich obalů (grafické symboly, písemná varování, hmatatelné značky pro nevidomé apod.), bezpečnost obalů, hodnocení, výpočtové metody a další související pravidla, upravuje směrnice Evropské unie EC 1272/2008, v České republice pak zákon č. 350/2011 Sb. (v aktuálním znění), o chemických látkách a chemických směsích.
Výrobci a dodavatelé chemikálií mají podle tohoto systému povinnost zjistit, zda je jimi poskytovaná chemická látka nebezpečná a v případě její nebezpečnosti ji řádně zabalit, označit štítkem a poskytnout uživateli dostatečné informace např. pomocí bezpečnostního listu. Pokud vyjde na světlo nová informace o nebezpečnosti látky, je třeba balení, štítky i bezpečnostní listy řádně upravit. Evropská agentura pro chemické látky (ECHA) spravuje databázi známých nebezpečných látek a směsí s informacemi o jejich rizicích.

## Značení rizik podle systému GHS
Systém GHS je v ČR a v rámci EU zaveden od roku 2008. Mimo jiné také upravuje podobu symbolů, slov, vět a pokynů, kterými jsou chemikálie označovány.

### Výstražné symboly a signální slova

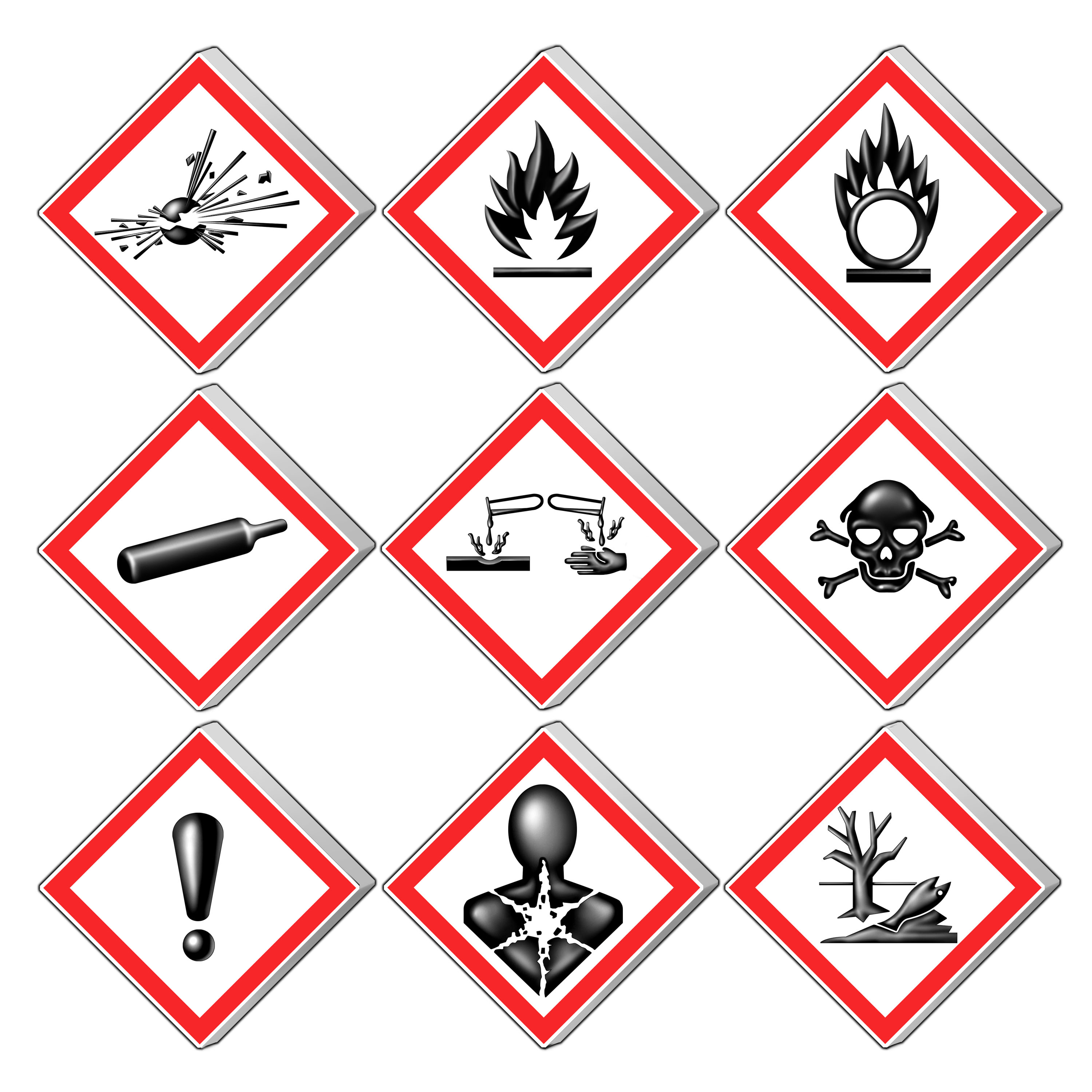
Základní grafické výstražné symboly GHS

Výrazným označením nebezpečnosti chemických látek jsou především grafické symboly. Smyslem je, aby byl uživatel včas a dostatečně informován o možných rizicích spojených s danou látkou. Kromě grafických symbolů se používají také jejich hmatatelné ekvivalenty, umožňující identifikovat nebezpečnost látek i osobám nevidomým nebo se zhoršeným zrakem. Společně s grafickými nebo hmatovými symboly jsou také používána signální slova, např. varování nebo nebezpečí.

### Bezpečnostní věty a pokyny
Kromě grafických symbolů a signálních slov se používají také tzv. bezpečnostní věty, pokyny a doplňkové informace. Smyslem vět je podrobněji informovat uživatele o možných rizicích – H-věty, doporučených postupech pro bezpečné zacházení a postupu v případě incidentu – P-věty. Zde je několik příkladů H-vět, P-vět a kombinací P-vět:
- H205 Při požáru může způsobit masivní výbuch
- H224 Extrémně hořlavá kapalina a páry
- H301 Toxický při požití
- P102 Uchovávejte mimo dosah dětí
- P284 Používejte vybavení pro ochranu dýchacích cest
- P301+330+331 PŘI POŽITÍ: Vypláchněte ústa. NEVYVOLÁVEJTE zvracení

### Bezpečnostní listy
K nebezpečným chemickým látkám a směsím obsahujícím tyto látky jsou běžné tzv. bezpečnostní listy. Bezpečnostní list obsahuje podrobné informace o složení směsi, nebezpečnosti látky nebo více látek a způsobu zacházení (běžné použití, likvidace, havarijní situace apod.).

## Historie
Původní systém bezpečnostní klasifikace byl přijat Evropskou unií v doplňku II směrnice 67/548/EEC v roce 1967. Rozděloval nebezpečné chemické látky do 14 skupin, kterým přiřazoval výstražná slova, písmena a symboly:
| Slovo a označení                   | V jiných jazycích | Symbol | Příklady                                                             |
| ---------------------------------- | --- | ------ | -------------------------------------------------------------------- |
| Výbušný E                          | - (EN) Explosive - (FR) Explosif - (IT) Esplosivo - (ES) Explosivo                                                                                  |        | - Nitroglycerin - Kyselina pikrová - Trinitrotoluen (TNT)            |
| Oxidující O                        | - (EN) Oxidizing - (FR) Comburant - (IT) Comburente - (ES) Comburente                                                                               |        | - Vodík - Ethyn - Diethylether - Benzín                              |
| Extrémně hořlavý F+                | - (EN) Extremely flammable - (FR) Extrêmement inflammable - (IT) Estremamente infiammabile - (ES) Extremadamente inflamable                         |        | - Ethanol - Aceton                                                   |
| Vysoce hořlavý F                   | - (EN) Highly flammable - (FR) Facilement inflammable - (IT) Facilmente infiammabile - (ES) Fácilimente inflamable                                  |        | - Kyslík - Dusičnan draselný - Peroxid vodíku                        |
| Vysoce toxický T+                  | - (EN) Very toxic - (FR) Très toxique - (IT) Molto tossico - (ES) Muy tóxico                                                                        |        | - Kyanovodík - Oxid arsenitý - Nikotin                               |
| Toxický T                          | - (EN) Toxic - (FR) Toxique - (IT) Tossico - (ES) Tóxico                                                                                            |        | - Chlorid barnatý - Oxid olovičitý - Methanol - Trinitrotoluen (TNT) |
| Zdraví škodlivý X                  | - (EN) Harmful - (FR) Nocif - (IT) Nocivo - (ES) Nocivo                                                                                             |        | - Ethanal - Dichlormethan - Chlorečnan draselný - Kofein             |
| Žíravý C                           | - (EN) Corrosive - (FR) Corrosif - (IT) Corrosivo - (ES) Corrosivo                                                                                  |        | - Chlorovodík - Fluorovodík - Hydroxid sodný                         |
| Dráždivý Xi                        | - (EN) Irritant - (FR) Irritant - (IT) Irritante - (ES) Irritante                                                                                   |        | - Chlorid vápenatý - Uhličitan sodný - Kyselina fumarová             |
| Nebezpečný pro životní prostředí N | - (EN) Dangerous for the environment - (FR) Dangereux pour l'environnement - (IT) Pericoloso per l'ambiente - (ES) Peligroso para el medio ambiente |        | - Dichroman amonný - Síran měďnatý - Lindan                          |
| Senzibilizující                    | - (EN) Sensitizers |        |                                                                      |
| Karcinogenní Carc.                 | - (EN) Carcinogens |        |                                                                      |
| Mutagenní Mut.                     | - (EN) Mutagens |        |                                                                      |
| Toxický pro reprodukci Repr.       | - (EN) Toxic for reproduction |        |                                                                      |

Chemické látky označené symbolem vyššího rizika již nebylo nutné značit symbolem nižšího rizika. Ve směrnici 2001/59/EC pak byl doplněn seznam známých nebezpečných chemikálií spolu s jejich bezpečnostní klasifikací a byly sloučeny následující skupiny:
- dráždivý a zdraví škodlivý
- extrémně hořlavý a vysoce hořlavý
- vysoce toxický a toxický

V České republice byla bezpečnostní klasifikace přijata nařízením č. 25/1999 Sb., které bylo novelizováno v roce 2003 a doplněno o seznam známých nebezpečných chemikálií ve vyhlášce 232/2004 Sb.

### R- a S-věty
Kromě výstražných symbolů, označení a slov platily obdobně také R-věty udávající specifickou rizikovost a pokyny pro bezpečné zacházení, tzv. S-věty. Zde je několik příkladů R-vět a S-vět:
- R16 Výbušný při smíchání s oxidačními látkami
- R31 Uvolňuje toxický plyn při styku s kyselinami
- R45 Může vyvolat rakovinu
- S26 Při zasažení očí okamžitě důkladně vypláchněte vodou a vyhledejte lékařskou pomoc
- S33 Proveďte preventivní opatření proti výbojům statické elektřiny
- S60 Tento materiál a jeho obal musí být zneškodněny jako nebezpečný odpad

### Přechod na GHS
V roce 2008 schválila EU směrnici zavádějící systém GHS. Přechod na nový systém však byl postupný, do 1. prosince 2010 platily systémy oba. Od tohoto data se chemické látky na štítcích označovaly podle nového systému, ale v bezpečnostních listech stále figurovaly systémy oba. Až od 1. června 2015 začal platit pouze nový systém. Česká republika ratifikovala nový systém zákonem č. 350/2011 Sb.